# Dolmen du Serrat d'en Parrot
Le dolmen du Serrat d'en Parrot est un dolmen situé à Corneilla-de-Conflent, dans le département français des Pyrénées-Orientales.

## Historique
L'édifice a été découvert et fouillé en 1968 par Jean Abélanet. 

## Description
L'architecture du dolmen est difficile à comprendre : le poids de l'imposante table de couverture (2,60 m de long sur 1,63 m de large et 0,60 m d’épaisseur maximale) a entraîné l'effondrement des dalles supports et le dolmen a été ultérieurement réutilisé comme abri. L'orthostate (0,84 m de long sur 0,75 m de large) du côté oriental a basculé vers l'intérieur de la chambre. La dalle de chevet (0,73 m de long et 0,12 m d'épaisseur) ne mesure plus que 0,50 m de hauteur. Côté ouest, deux dalles sont encore visibles : la première (0,80 m de long sur 0,70 m de large) est renversée vers l'extérieur et la seconde (0,83 m de long sur 1,10 m de large) est la seule qui soutient encore la table de couverture. L'entrée ouvrait probablement au sud-sud-est. Le tumulus est de forme circulaire dans son quart nord-ouest mais il a été considérablement agrandi et déformé par des épierrements issus de la mise en culture des lieux à l'époque historique. 

## Matériel archéologique
Le matériel archéologique préhistorique comprend des tessons de céramique datés du Néolithique final et du Bronze final. Le matériel lithique est constitué d'éclats de quartz et de silex, d'un fragment de hache polie, d'une pointe de flèche à pédoncule et ailerons assez grossière, d'un fragment de rondelle et d'un grand disque (16 cm de diamètre) en schiste  comportant de fines gravures. La fouille a aussi livré quelques ossements humains (fragment de frontal, côtes, dents, humérus et radius) comportant des traces de combustion et un petit bouton en bronze attribué au Bronze final ou au début de l'Âge du fer.  
L'ensemble semble indiquer une édification au Néolithique final suivie d'une ré-utilisation durant tout l'Âge du cuivre et au Bronze ancien. Au Bronze final et au début de l'âge du fer, probablement après l'effondrement de la dalle de couverture, seule l'entrée du dolmen demeurait accessible et fut encore utilisée comme lieu de sépulture. 